# Sóiči Sunami

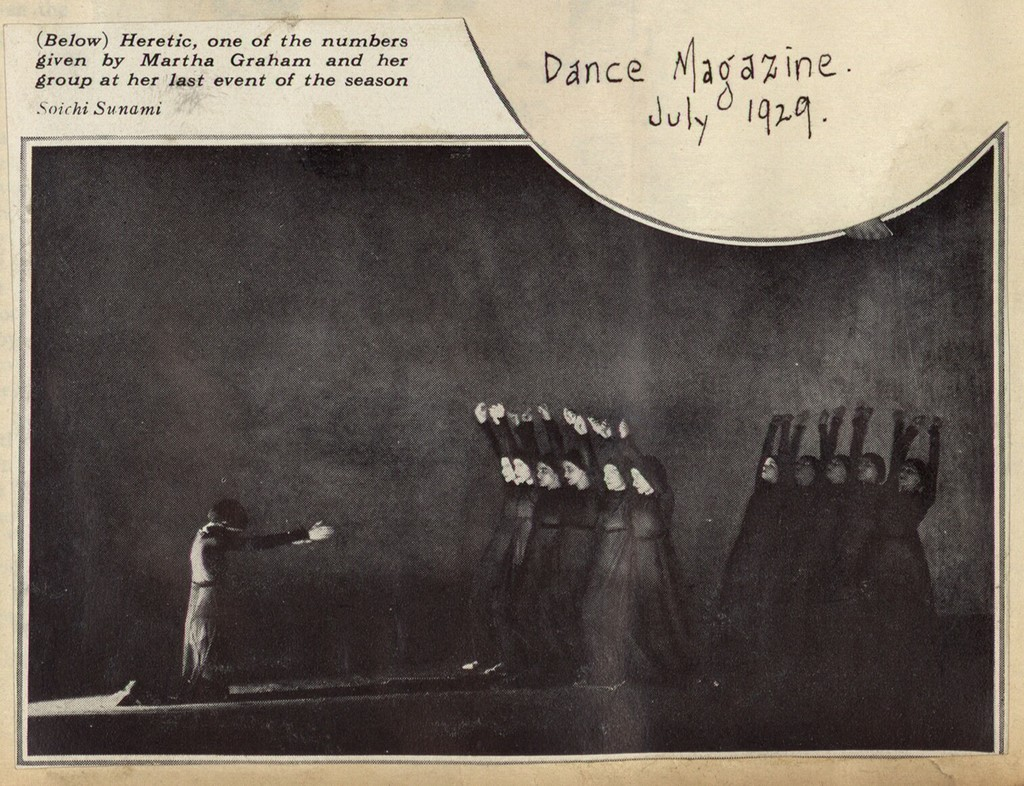
„Heretic“ Marthy Grahamové

Stefan Hirsch

Sóiči Sunami (japonsky 角南 壮一, křestní jméno překládáno jako „velkolepý první syn“ a příjmení překládáno jako „jižní roh“, 18. února 1885 v prefektuře Okajama v Japonsku – 12. listopadu 1971) byl japonský modernistický fotograf, ovlivněný piktorialistickým hnutím a nejznámější svými portréty raně moderních tanečnic, jako byly například: Ruth Saint Denis, Agnes de Mille, Helen Tamiris nebo Martha Grahamová, s nimiž udržoval bohatou uměleckou spolupráci. Je autorem vzácných portrétů jedné z prvních „černých moderních“ tanečnic, Edny Guy, a fotografoval také moderního tanečníka Haralda Kreutzberga.

## Životopis
Narodil se 18. února 1885 v prefektuře Okajama v Japonsku a v roce 1905 emigroval do Spojených států. V roce 1907 přijel do Seattlu, kde pracoval po boku Wayne Albee a Franka Kunišigeho pro fotografku Ellu E. McBride. Poslední dva jmenovaní byli členy umělecké skupiny Seattle Camera Club, sdružení, které se z velké části skládalo z fotografů, japonsko-amerických přistěhovalců. Sóiči Sunami získal také několik ocenění od uměleckého salonu pořádaného místním obchodním domem Frederick & Nelson. V roce 1922 se přestěhoval do New Yorku, kde krátce pracoval pro fotografa Nickolase Muraye, poté se zapsal do Ligy studentů umění po boku spolužáka Alexandra Caldera, pod primární vedením malíře školy Ashcan School Johna Sloana, po kterém později pojmenoval svého syna. Právě v New Yorku se seznámil se spisovatelkou Anaïs Nin a poté vytvořil mnoho jejích fotografií pro její knihy.
Téměř čtyřicet let (od roku 1930 do roku 1968) působil jako hlavní archivní fotograf v Muzeu moderního umění (MoMA) v New Yorku, což mu pomohlo vyhnout se internaci během druhé světové války. Mezi jeho přátele a obdivovatele patřila umělkyně Natalie Hays Hammondová a zakladatelka MoMA Abby Aldrich Rockefellerová. Americkým občanem se Sóiči Sunami stal 5. srpna 1957 a zemřel 12. listopadu 1971.
Někteří členové jeho rodiny se také věnovali umění, včetně syna Johna Sóiči Sunamiho (public art, umění ve veřejném prostoru), zetě Roberta Kopelsona (klavírista), vnučky Julie Kopelsonové (fotografka), vnučky Jennifer Sunami (grafický design), vnuka Christophera Andrew-Sóiči Sunami (organizátor soutěže Columbus Invitational Arts Competition) a vnučky April Sunami (malířka).

## Výstavy
Od 11. října 2018 uspořádalo Cascadia Art Museum, Edmonds ve Washingtonu výstavu Invocation of Beauty: The Life and Photography of Soichi Sunami, jednu z prvních hlavních retrospektiv Sunamiho díla od jeho smrti. Výstavu doprovázela nová kniha historika umění Davida F. Martina. Od 30. listopadu 2018 se v Centru kulturních umění v Columbusu ve státě Ohio uskutečnila druhá retrospektiva Sunamiho díla, a to v rámci skupinové výstavy Generations of Art: The Sunami Family, která zahrnuje i práci členů rodiny Sunamiů: John, Jennifer, April a pravnuk River Sóiči Sunami. Na zahajovací vernisáž byla také vzácná autorizovaná rekonstrukce originálního tance Marty Grahamové Heretic, kterou předvedla společnost Columbus Modern Dance Company, a také jej doprovodila hudba jeho vnuka Christophera (v podání hudebníků z Columbus Symphony Orchestra).